# Golfe de Cintra
Le golfe de Cintra est un golfe peu peuplé de l'océan Atlantique qui borde le Sahara occidental, à 120 km au sud de la région de Dakhla. 

## Faune et flore
Tout comme le désert du Sahara couvert par les dunes, la végétation y est très pauvre.
Faune : tortue marine, baleine franche de l'Atlantique Nord, dauphin à bosse de l'Atlantique, phoque moine de Méditerranée, oiseaux marins...